# Wallsee-Sindelburg
Wallsee-Sindelburg osztrák mezőváros Alsó-Ausztria Amstetteni járásában. 2023 januárjában 2188 lakosa volt. 

## Elhelyezkedése

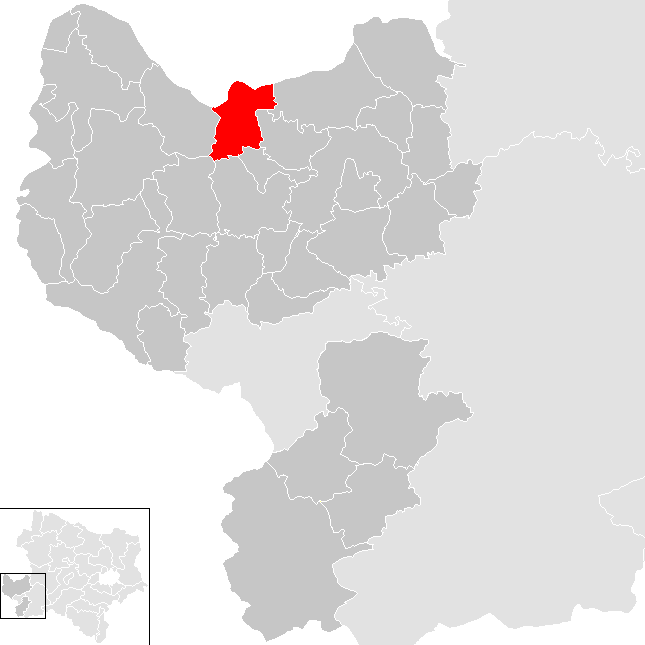
Wallsee-Sindelburg az Amstetteni járásban

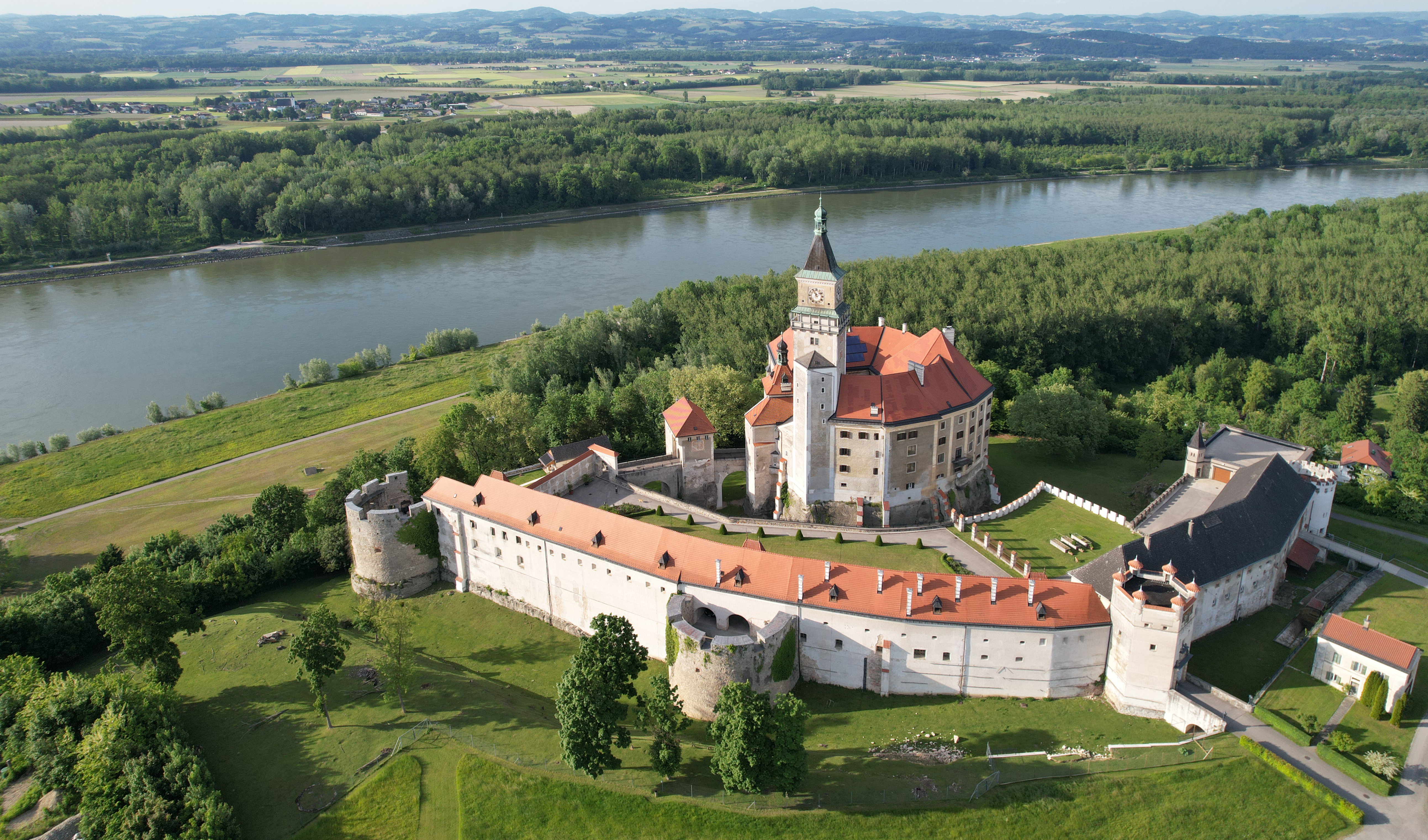
A wallseei kastély

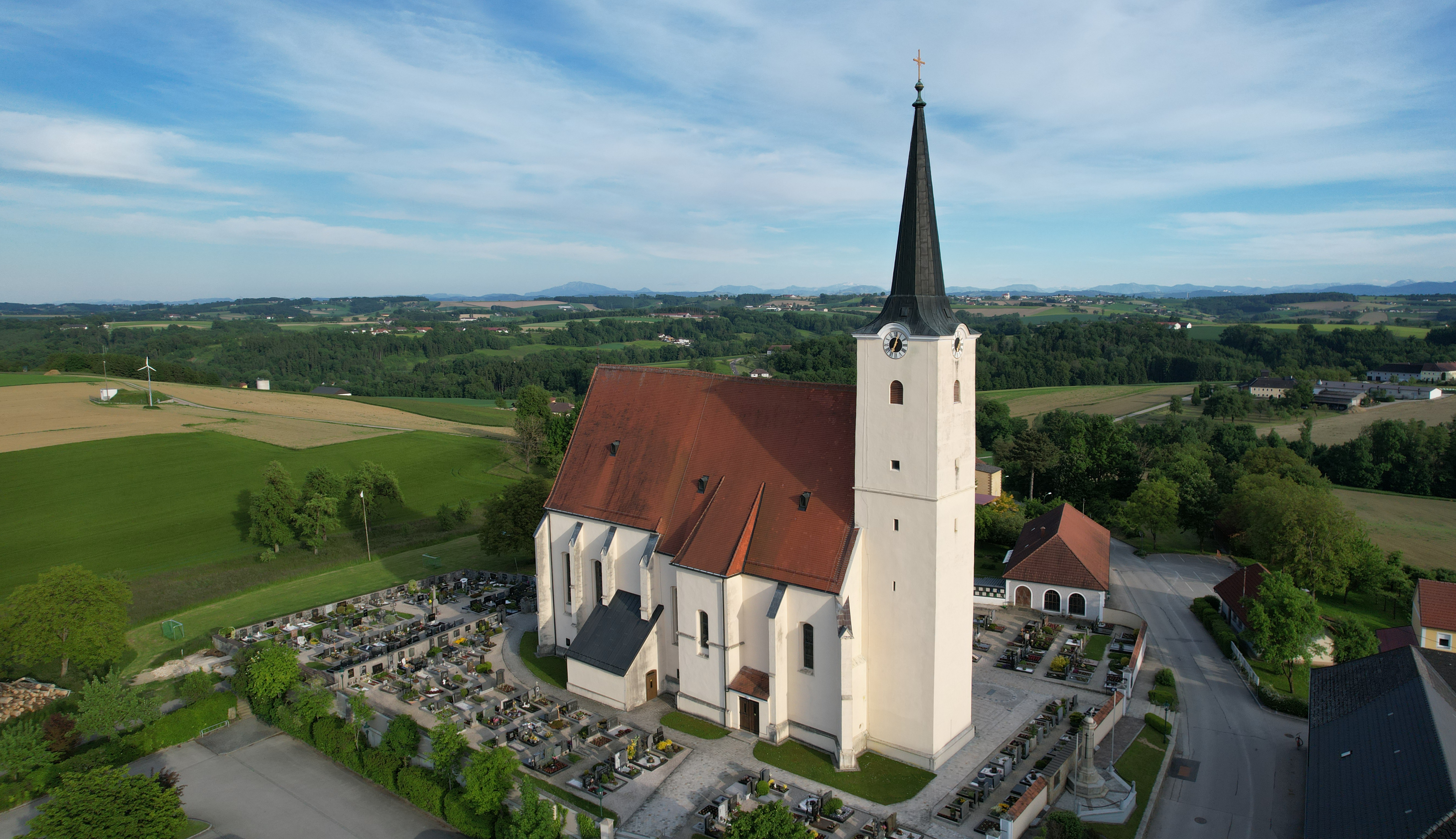
A Keresztelő Szt. János-plébániatemplom

Wallsee-Sindelburg a tartomány Mostviertel régiójában fekszik a Duna jobb partján. Területének 26,7%-a erdő, 60,6% áll mezőgazdasági művelés alatt. Az önkormányzat 4 települést egyesít: Igelschwang (69 lakos 2023-ban), Ried (53), Schweinberg (40) és Wallsee (2026). 
A környező önkormányzatok: északkeletre Ardagger, keletre Zeillern, délkeletre Oed-Öhling, délre Aschbach-Markt, délnyugatra Wolfsbach, nyugatra Strengberg, északra Mitterkirchen im Machland (Felső-Ausztriában).

## Története
A régészeti leletek alapján Wallsee területe a kőkorszakban is lakott volt. A római időkben a dunai limest védte egy kb. 200x160 m-es erődítmény, nagyjából a mai főtér helyén. A történészek a forrásokból ismert Ad Iuvense erőddel azonosítják és a Legio II Italica katonái védték.  
1295/96-ben a nemesség fellázadt I. Albert herceg ellen. Felkelésüket leverték és vezéreik, többek között az itteni Sommerau várát birtokló Konrad von Summerau minden birtokát elvesztette. Sommeraut és Sindelburgot I. Heinrich von Waldsee (vagy Wallsee) kapta meg a hercegtől. 1368-ban a vár Neuen (vagy Nieder) Wallsee nevet kapta, hogy megkülönböztessék a a felső-ausztriai Oberwallsee várától. A Wallsee família a tekintélyes arisztokrata családok közé tartozott, több tartományi kormányzó származott soraikból, de a 15. század végén kihaltak. 
A vár melletti település templomát 1362-ben említik először, de már a 14. században mezővárosi jogokat kapott. A helyi homokkőre alapozva 1500 körül egy malomkőkészítő manufaktúra jött létre, amely Magyarországra is szállított és egészen 1895-ig fennmaradt. 
A mai önkormányzat 1971-ben alakult meg Wallsee és az Igeschwang, Ried és Schweinberg falvakat magába foglaló Sindelburg község egyesüléséből. 

## Lakosság
A wallsee-sindelburgi önkormányzat területén 2023 januárjában 2188 fő élt. A lakosságszám 1951 óta gyarapodó tendenciát mutat. 2020-ban az ittlakók 94,1%-a volt osztrák állampolgár; a külföldiek közül 0,9% a régi (2004 előtti), 3,3% az új EU-tagállamokból érkezett. 0,7% az egykori Jugoszlávia (Szlovénia és Horvátország nélkül) vagy Törökország, 1% egyéb országok polgára volt. 2001-ben a lakosok 95,2%-a római katolikusnak, 0,9% evangélikusnak, 0,5% ortodoxnak, 0,6% mohamedánnak, 2,1% pedig felekezeten kívülinek vallotta magát. Ugyanekkor 6 magyar élt a mezővárosban; a legnagyobb nemzetiségi csoportot a németeken kívül (97,1%) a horvátok alkották 0,7%-kal.
A népesség változása:

| 2016 | 2 177 |
| 2018 | 2 178 |

## Látnivalók
- a walseei kastély
- a sindelburgi Keresztelő Szt. János-plébániatemplom
- a római múzeum

## Fordítás
- Ez a szócikk részben vagy egészben  a   Wallsee-Sindelburg című német Wikipédia-szócikk ezen változatának fordításán alapul.  Az eredeti cikk szerkesztőit annak laptörténete sorolja fel. Ez a jelzés csupán a megfogalmazás eredetét és a szerzői jogokat jelzi, nem szolgál a cikkben szereplő információk forrásmegjelöléseként.